# Fetești, Vrancea
Fetești este un sat în comuna Câmpuri din județul Vrancea, Moldova, România. Se află în Depresiunea Câmpuri-Răcoasa.